# Gottlieben
Gottlieben é uma comuna da Suíça, no Cantão Turgóvia, com cerca de 286 habitantes. Estende-se por uma área de 0,4 km², de densidade populacional de 715 hab/km². Confina com as seguintes comunas: Costanza (Konstanz) (DE-BW), Ermatingen, Reichenau (DE-BW), Tägerwilen.
A língua oficial nesta comuna é o Alemão.